# Cyclocross-Weltmeisterschaften 1979
Die Cyclocross-Weltmeisterschaften 1979 waren die 30. Austragung dieser Wettkämpfe und fanden in zwei Teilen statt. Die Hauptveranstaltung war am 28. Januar im italienischen Saccolongo, wo es die Läufe für Profis und für Amateure gab; der Großteil des Parcours lag in den Wiesen nahe des Bacchiglione. Am 18. Februar wurde im spanischen Ordizia erstmals ein Junioren-Weltmeister ermittelt.

## Ergebnisse

### Profis
| Platz | Land    | Sportler        |
| ----- | ------- | --------------- |
| 1     | Schweiz | Albert Zweifel  |
| 2     | Schweiz | Gilles Blaser   |
| 3     | Belgien | Robert Vermeire |

### Amateure
| Platz | Land        | Sportler           |
| ----- | ----------- | ------------------ |
| 1     | Italien     | Vito Di Tano       |
| 2     | Niederlande | Hennie Stamsnijder |
| 3     | Schweiz     | Ueli Müller        |

### Junioren
| Platz | Land        | Sportler                   |
| ----- | ----------- | -------------------------- |
| 1     | Spanien     | José Iñaki Vijandi Alvarez |
| 2     | Belgien     | Bart Musschoot             |
| 3     | Deutschland | Heinz Matschke             |